# Hüttenbrunnen
Koordinaten: 49° 17′ 40,9″ N, 8° 3′ 28,2″ O
Der Hüttenbrunnen ist eine gefasste Quelle im Pfälzerwald.

## Lage
Die Quelle befindet sich innerhalb des Edenkobener Tals auf der Waldgemarkung der Stadt Edenkoben. Kurze Zeit später mündet sein Wasser von links in den Triefenbach. Letzterer nimmt zuvor von links den Haselbach und davor von rechts den Bach vom Meerlinsenbrunnen auf. Nordöstlich erstreckt sich der Hochberg. Zwei Kilometer weiter südlich befindet sich die Passhöhe Kohlplatz.

## Beschaffenheit
Unmittelbar über der Quelle befindet sich der Ritterstein 235, der die Aufschrift „HUETTENBRUNNEN“ trägt. Walter Eitelmann kategorisiert diesen als „Orientierungspunkt“. Im Gegensatz zu vielen anderen Rittersteinen wurde vor Ort kein Sandsteinfindling ausgestellt, sondern stattdessen wurde die Inschrift direkt in das Objekt integriert. Sowohl von Süden als auch von Norden her führt jeweils eine Treppenanlage zum Brunnen.

## Verkehr
Direkt nördlich der Quelle verläuft die Kreisstraße 6, die vom Forsthaus Heldenstein zur Edenkobener Kernstadt führt.

## Tourismus
Der Brunnen fungierte als Namensgeberin für die nahe Edenkobener Hütte am Hüttenbrunnen; teilweise wird der Name des ersteren fälschlicherweise für die Hütte verwendet. An der Quelle führen der Europäische Fernwanderweg E8, der mit einem roten Kreuz gekennzeichnete Fernwanderweg Franken-Hessen-Kurpfalz sowie der mit einem roten Punkt markierte Weg von Hertlingshausen nach Petit Wingen.